# جي. سي. شاندور
جيفري ماكدونالد شاندور (بالإنجليزية: J. C. Chandor)‏ (ولد في 24 نوفمبر, 1973) - يعرف أيضاً بـ جي. سي . شاندور - هو مخرج أفلام، ومنتج، وكاتب سيناريو أمريكي، اشتهر عندما قام بإخراج فيلم مكالمة هامشية (2011), وفيلم الجميع فقد (2013), وفيلم العام الأكثر عنفا (2014).

## حياته وعمله
ترعرع شاندور في مقاطعة بيسنج ريدج في بلدة بيرناردز، نيوجيرسي. والداه هما جيف شاندور ومريم ماكدونالد، يعمل كمصرفي استثماري."</ref> He is the son of Mary (McDonald) and Jeff Chandor, an investment banker. بعد أن تخرج في عام 1992 من ثانوية ريدج في بلدة بيرناردز، حصل على درجة البكالوريوس في عام 1996 من كلية ووستر. قبل 15 عاماً من إصدار فيلم مكالمة هامشية، كان شاندور يقوم بإخراج الإعلانات التجارية.
مكالمة هامشية كان أول فيلم روائي طويل لشاندور. عرض الفيلم لأول مرة في مهرجان صندانس السينيمائي في بارك سيتي بولاية يوتا؛ وتم عرضها أيضاً في مهرجان برلين السينيمائي الدولي الواحد والستين، وقد تم ترشيحه لجائزة الدب الذهبي.
وقد كان ثاني فيلم روائي له هو الجميع فقد وقد تم عرضه في المنافسة في مهرجان كان السينيمائي لعام 2013. وقد تلقى استحسان النقاد، وخصوصاً أداء روبرت ريدفورد المنفرد الذي ظهر دون أي حوار تقريباً، وقد فاز ريدفورد بجائزة اختيار النقاد لأفلام نيويورك لأفضل ممثل، وقد تم ترشيحه لـجائزة غولدن غلوب لأفضل ممثل و جائزة اختيار النقاد للأفلام لأفضل ممثل.
في عام 2014, قام شاندور بإخراج فيلم العام الأكثر عنفاً والذي قام كل من أوسكار إسحاق وجيسيكا شاستاين بالتمثيل فيه.

في 29 يونيو, 2015, تم الإعلان بأن شاندور يقوم بإخراج فيلم الجرائم الحد الثلاثي لشركة باراماونت بيكتشرز.

## فيلموغرافيا

### الأفلام التي قام بإخراجها
- مكالمة هامشية (2011)
- الجميع فقد (2013)
- العام الأكثر عنفاً (2014)

### الأفلام التي قام بإنتاجها
- البريطانيون قادمون (2016)

## وصلات خارجية
- جي. سي. شاندور على موقع IMDb (الإنجليزية)
- جي. سي. شاندور على موقع مونزينجر (الألمانية)
- جي. سي. شاندور على موقع قاعدة بيانات الأفلام العربية
- جي. سي. شاندور على موقع ألو سيني (الفرنسية)
- جي. سي. شاندور على موقع أول موفي (الإنجليزية)
- جي. سي. شاندور على موقع بوكس أوفيس موجو (الإنجليزية)
- جي. سي. شاندور على موقع قاعدة بيانات الأفلام السويدية (السويدية)
- جي. سي. شاندور على موقع قاعدة بيانات الفيلم (الإنجليزية)
- جي. سي. شاندور على موقع كينوبويسك (الروسية)